# Regering-De Mûelenaere-Nothomb
De regering-De Mûelenaere-Nothomb (13 april 1841 - 16 april 1843) was een Belgische unionistische regering. Na het ontslag van de regering-Lebeau kreeg de gematigde liberaal Jean-Baptiste Nothomb op 13 april 1841 de opdracht om een nieuwe regering te vormen en slaagde dezelfde dag nog in zijn opdracht.
De regering-Nothomb stelde in 1842 een schoolwet op waarbij iedere gemeente verplicht werd om een lagere school te openen. Deze lagere scholen waren tevens verplicht om godsdienstonderwijs te verlenen. Dit was een toegeving aan de katholieken, waar de liberalen niet tevreden mee waren. De wet voorzag ook gratis onderwijs en de mogelijkheid voor de staat en de provincies om scholen op te richten in de te arme gemeenten.
De regering liet ook een wet goedkeuren die de koning toestond de burgemeester te kiezen buiten de gemeenteraad om. Daarnaast probeerde ze de sanering van de openbare financies mogelijk te maken door de inkomsten te verhogen. Op internationaal vlak heeft de regering aanbiedingen van Frankrijk en de Duitse Bond voor een douane-unie afgeslagen.
De vooruitgang van de liberalen leidde tot het aftreden van Nothomb. De regering werd opgevolgd door de regering-Nothomb.

## Samenstelling
De regering telde aanvankelijk zes ministers.
| Ambtsbekleder                | Ambtsbekleder                    | Ambtsbekleder                     | Functie                     | Termijn                          | Partij                       |
| ---------------------------- | -------------------------------- | --------------------------------- | --------------------------- | -------------------------------- | ---------------------------- |
|                              |                                  | Jean-Baptiste Nothomb (1805-1881) | Minister Binnenlandse Zaken | 13 april 1841 - 16 april 1843    | Liberaal                     |
| Minister ad interim Justitie | 14 december 1842 - 16 april 1843 | Jean-Baptiste Nothomb (1805-1881) |                             |                                  | Liberaal                     |
|                              |                                  | Felix de Mûelenaere (1793-1862)   | Minister Buitenlandse Zaken | 13 april 1841 - 5 augustus 1841  | Katholiek                    |
| Lid van de Ministerraad      | 5 augustus 1841 - 16 april 1843  | Felix de Mûelenaere (1793-1862)   |                             |                                  | Katholiek                    |
|                              |                                  | Guillaume Van Volxem (1791-1868)  | Minister Justitie           | 13 april 1841 - 14 december 1842 | Liberaal                     |
|                              |                                  | Camille de Briey (1799-1877)      | Minister Financiën          | 13 april 1841 - 5 augustus 1841  | Katholiek                    |
| Minister Buitenlandse Zaken  | 5 augustus 1841 - 16 april 1843  | Camille de Briey (1799-1877)      |                             |                                  | Katholiek                    |
|                              |                                  | Gérard Buzen (1784-1842)          | Minister Oorlog             | 13 april 1841 - 5 februari 1842  | Liberaal                     |
|                              |                                  | Félix de Liem (1792-1875)         | Minister Oorlog             | 6 februari 1842 - 5 april 1843   | extraparlementair (liberaal) |
|                              |                                  | Léandre Desmaisières (1794-1864)  | Minister Openbare Werken    | 13 april 1841 - 16 april 1843    | Katholiek                    |
| Minister ad interim Oorlog   | 5 april 1843 - 16 april 1843     | Léandre Desmaisières (1794-1864)  |                             |                                  | Katholiek                    |
|                              |                                  | Jean Baptiste Smits (1792-1857)   | Minister Financiën          | 5 augustus 1841 - 16 april 1843  | Katholiek                    |

### Herschikkingen
- Op 5 augustus 1841 neemt Felix de Muelenaere ontslag als minister van Buitenlandse Zaken en wordt lid van de Ministerraad. Zijn bevoegdheid wordt overgenomen door minister van Financiën Camille de Briey. Hij staat op zijn beurt dan weer zijn bevoegdheid af aan een nieuwe minister Jean Baptiste Smits.
- Op 14 december 1842 neemt Guillaume Van Volxem ontslag als minister van Justitie en wordt ad interim opgevolgd door het hoofd van de regering Jean-Baptiste Nothomb.
- Op 6 februari 1842 wordt Félix de Liem de nieuwe minister van Oorlog na de zelfmoord van Gérard Buzen.
- Op 5 april 1843 neemt Félix de Liem ontslag als minister van Oorlog en wordt ad interim opgevolgd door Léandre Desmaisières.